# Lash wa Juwayn (distrikt)
Lash wa Juwayn (persiska: لاش و جُوَیْن) är ett distrikt i Afghanistan. Det ligger i provinsen Farah, i den västra delen av landet, 800 kilometer väster om huvudstaden Kabul.
Distriktet beräknades år 2022 ha cirka 33 000 invånare.